# Pachydactylus tigrinus
Espèce
Synonymes
- Pachydactylus capensis var. tigrinus Van Dam, 1921
- Pachydactylus capensis rhodesianus Loveridge, 1947

Pachydactylus tigrinus est une espèce de geckos de la famille des Gekkonidae.

## Répartition
Cette espèce se rencontre au Botswana, au Zimbabwe, au Mozambique et en Afrique du Sud.

## Publication originale
- Van Dam, 1921 : Description of a new variety of a South African Lizard of the Family Geckomdae. Annals of the Transvaal Museum, vol. 7, n. 4, p. 244-216.